# E12号線
E12号線 (E12ごうせん、英: European route E12) 欧州自動車道路のAクラス幹線道路。ノルウェーのモー・イ・ラーナを基点にスウェーデンを経由し、フィンランドのヘルシンキまでを結ぶ。
スウェーデンとフィンランド間はフェリーによる海路である。フィンランドにおいてはフィンランド国道29号線と重複する。

## 経路
- ノルウェー
  - モー・イ・ラーナ
- スウェーデン
  - ウメオ
- フィンランド (国道3号)
  - ヴァーサ
  - タンペレ
  - ヘルシンキ

モー・イ・ラーナ – ヴァーサ間は、ノルウェーからスウェーデン、フィンランドを経由しロシアを結ぶBlue Highwayの一部である。